# David de Marlot
David Morlot ou de Morlot, en néerlandais David van Marlot, (15 juillet 1593, Montbéliard – octobre 1680, La Haye), seigneur de Bavois, Offenberg, Praest, Lichtenberg et de Marlot, issu d'une famille protestante d'origine française par son père et du comté de Montbéliard par sa mère, fut officier au service des Provinces-Unies, gouverneur (en 1639) du prince Guillaume II d'Orange et président (en 1649) de la haute cour martiale de la République des Provinces-Unies.
Sa terre de Tendenhout à la Haye porta son nom et est aujourd'hui celui du quartier Marlot (nl) dans cette ville. 

## Origines
David Morlot,, connu aussi sous les noms de David de Morlot, David van Morlot et David van Marlot,dans l’histoire néerlandaise, est né en 1593 dans une famille protestante du Comté de Montbéliard, appartenant alors à la Maison de Wurtemberg et dépendant du Saint-Empire.. Son père Joseph Morlot était originaire de Conflans-en-Jarnisy dans le Duché de Bar, et sa mère Catherine Virot était issue d’une famille montbéliardaise depuis le XVe siècle. Son grand-père Thiébaud Morlot avait été anobli en 1580 par le comte Charles III de Lorraine et avait alors reçu les droits de seigneurie sur Lavigny et Bavois, deux localités situées dans le canton de Vaud actuel. À la fin du XVIe siècle, la famille Morlot émigra vers la Suisse en raison des persécutions religieuses. Leurs descendants ont intégré le patriciat de la ville de Berne.

## Biographie

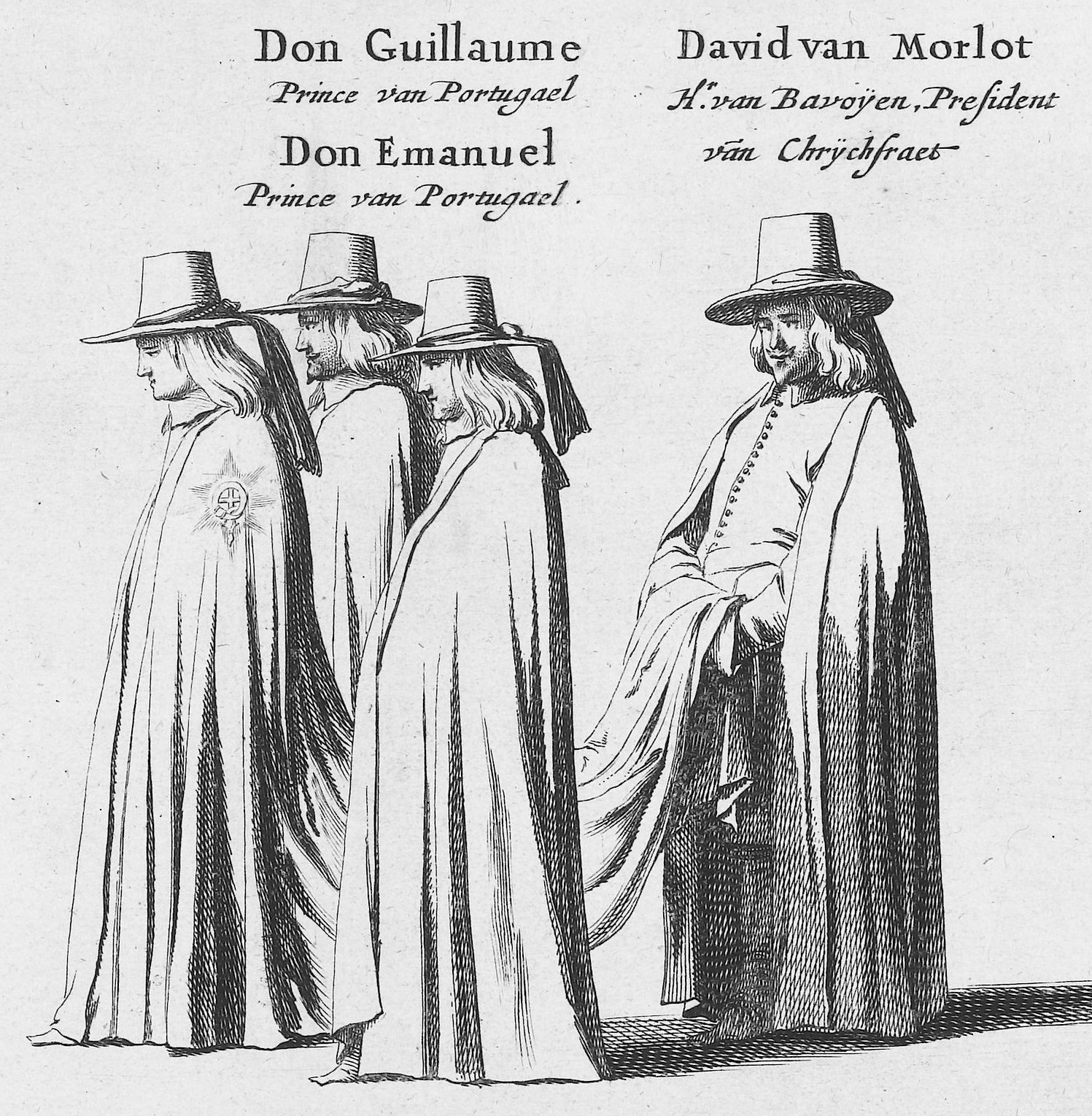
Détail de la gravure datée de 1648 environ représentant David van Morlot participant au cortège funèbre du stadhouder Frédéric-Henri d'Orange-Nassau le 10 mai 1647.

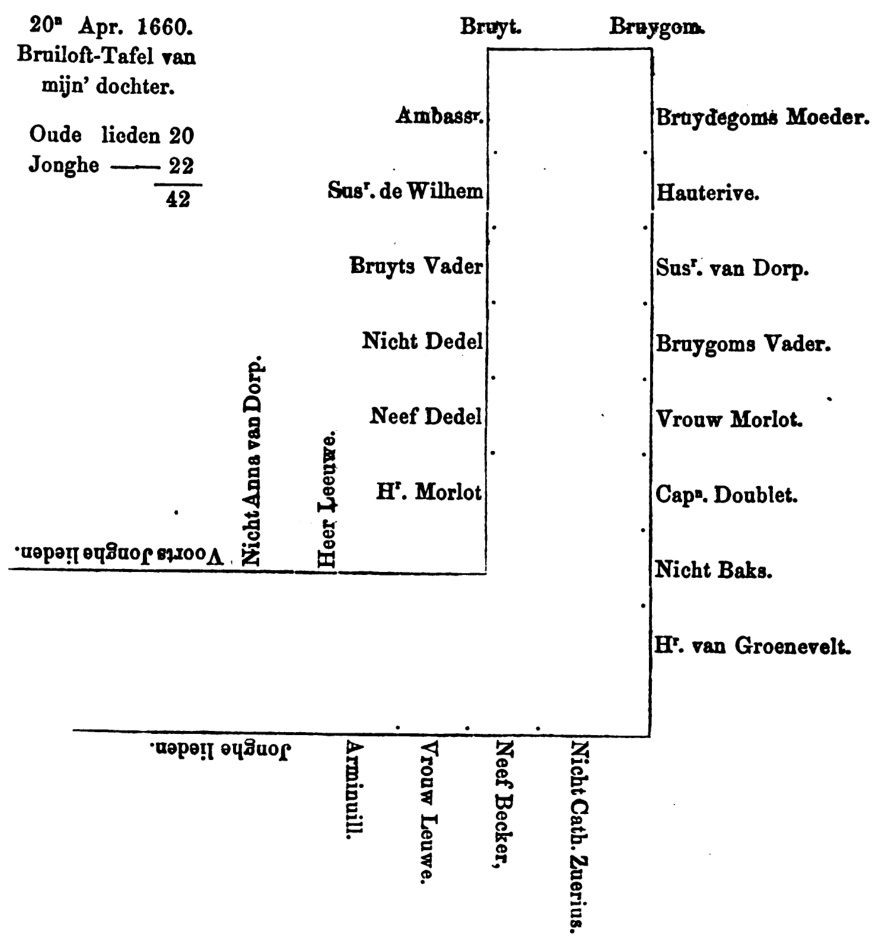
Plan de table lors du dîner de mariage de Susanna Huygens, fille unique de Constantin Huygens, le 20 avril 1660 à Voorburg. (Illustration du livre Nadere bijzonderheden betrekkelijk Constantijn Huygens en zijne familie)

### Jeunesse
En 1609, David Morlot, qui a seulement 16 ans, entre à l’Académie de Genève pour y commencer ses études. Selon une lettre de recommandation qui lui est délivrée le 6 février 1622 par le comte Louis-Frédéric de Wurtemberg à l’attention du stadhouder des Provinces-Unies, le prince Maurice d’Orange-Nassau, il serait parti pour les Pays-Bas autour de cette date.

### Carrière militaire
Il fait carrière rapidement d’abord comme écuyer du prince Maurice d'Orange et devient en 1626 capitaine d'une compagnie de cuirassiers dans le régiment Van Aerssen van Sommelsdijk. En 1629, il participe sous les ordres du général Otto van Gendt à la prise de la ville de Wesel. En 1635, il est promu commandant dans le régiment Van Limburg Stirum. 

### Au service de la maison d’Orange-Nassau et des Provinces-Unis
Le stadhouder Frédéric-Henri d'Orange-Nassau fait appel à David Morlot en 1636 pour être le gouverneur de son fils, le prince Guillaume II d'Orange, qu’il instruit dans l'usage des armes, l'équitation et les arts martiaux. Puis, en avril 1641, David Morlot accompagne le jeune prince (14 ans) en Angleterre pour épouser la fille du roi d'Angleterre, la princesse Marie Henriette Stuart.
En 1643, il devient président de la haute cour martiale de la République des Provinces-Unies  (considéré comme trop âgé, un successeur est nommé à sa place en 1653, mais il n'accepte de se démettre qu'en 1674) et intendant (meesterknaap) de Hollande et de Frise occidentale. 
À la mort du stadhouder Frédéric-Henri en 1647, l'honneur lui est fait de marcher dans le cortège funèbre, comme porteur du manteau de Willem II, fils et prince héritier du défunt. La même année, les États généraux des Provinces-Unies lui accordent une rente à vie de 2600 florins. Il quitte ses fonctions de président de la haute cour martiale en 1668 lorsque Adriaan van Cuyck van Meteren lui succède.

### Amitié avec Constantin Huygens
David Morlot faisait partie des amis intimes de Constantin Huygens (1608-1687). 
Lorsque Huygens marie sa fille unique en 1660 avec Philips Doublet (nl), seigneur de Mogershill et trésorier-général des Provinces-Unies, David van Marlot et son épouse Anne Marie van Steelant font partie des invités à la table d’honneur lors du repas formel organisé dans le manoir de Hofwijck appartenant aux Huygens à Voorburg.
Huygens et Morlot sont aussi associés en affaires, et celles-ci ne semblent pas avoir été fameuses. Huygens avait investi des sommes importantes dans une société qui devait creuser et exploiter le canal d'Entreroches entre Yverdon et le Lac Léman et dont les profits se firent longtemps attendre. C’était assez douloureux pour David Morlot qui avait présenté l’affaire à Huygens. David Morlot fit usage de son réseau familial en Suisse, particulièrement dans la ville de Morges, pour aider Huygens, avec un certain succès semble-t-il, puisque Huygens reçut peu après de premiers bénéfices de son investissement.

## Évaluation et postérité

### Jugement de Frédéric de Dohna
Le burgrave de Dohna, Frédéric de Dohna, général de l’armée des Provinces-Unies, écrivit ce qui suit à propos de David Morlot dans ses mémoires :
...il avait fait figure par une honnête dépense qu'il faisait paraître et parce qu'il était adroit aux exercices du corps, mais il n'avait point d'étude, à quoi on tâcha de suppléer par de savants précepteurs.

### La seigneurie van Marlot

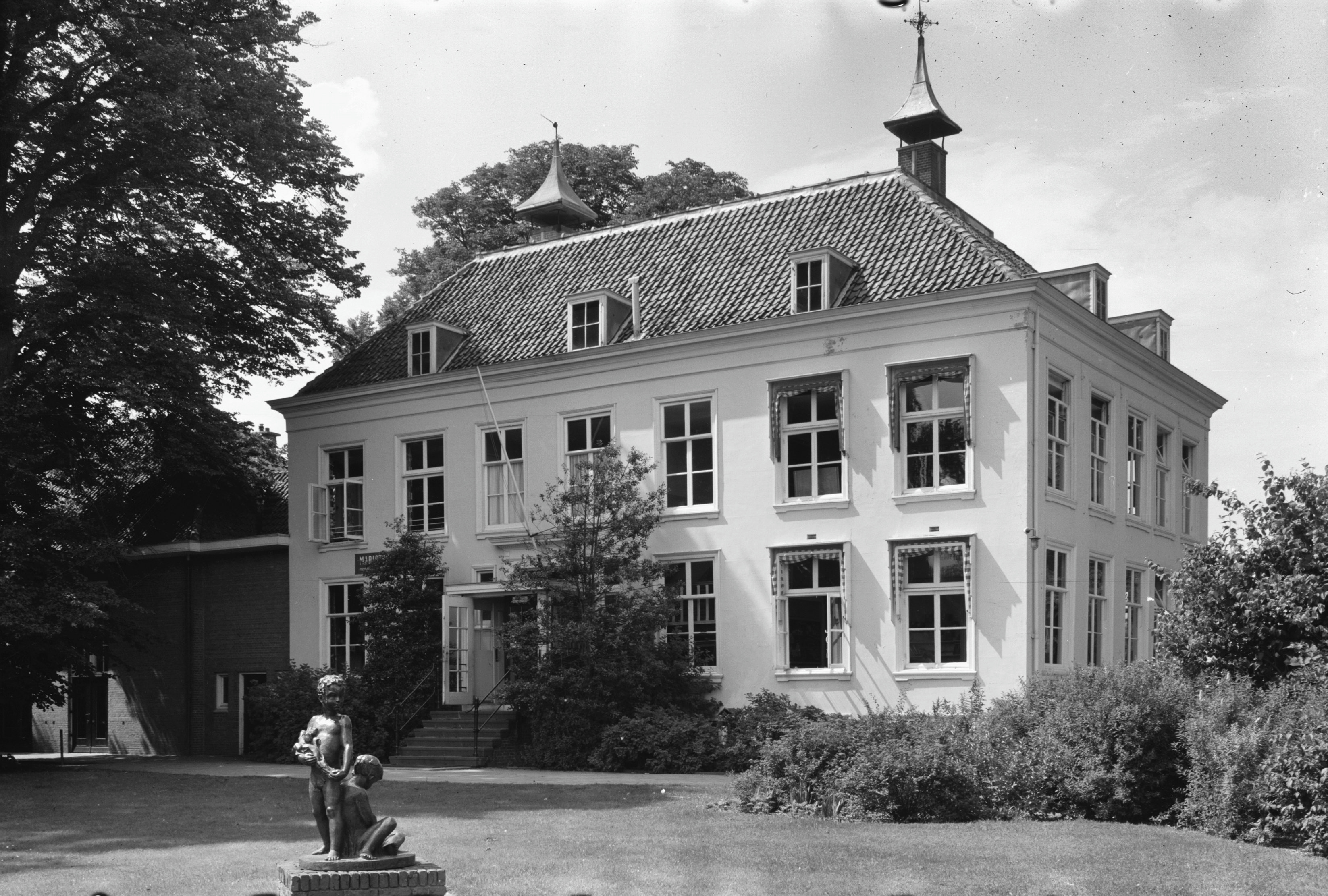
à la Haye.

Pendant la guerre contre l'Espagne, le Prince Frédéric Henri avait reçu de la part des États de Hollande et de Frise-Occidentale l’usufruit de la baronnie de Wassenaar à titre de compensation pour les pertes qu’il avait subies par ailleurs. De cette juridiction, il détache la terre de Tendenhout et l'attribue le 5 novembre 1643 comme seigneurie à David Morlot dont elle portera le nom (en néerlandais "Marlot"). L’investiture eut lieu le 14 février 1646. Le domaine jouxte celui du prince, qui deviendra la résidence royale de Huis ten Bosch. Après une succession de transmissions du domaine par héritage, la ville de La Haye rachète le domaine en 1917 et en urbanise une partie. Le quartier porte le nom de Marlot. 
David Morlot possédait également une maison dans le centre de la Haye et des terres dans les provinces d’Utrecht, de Hollande méridionale et de Zélande.

### Famille et postérité

#### Mariage

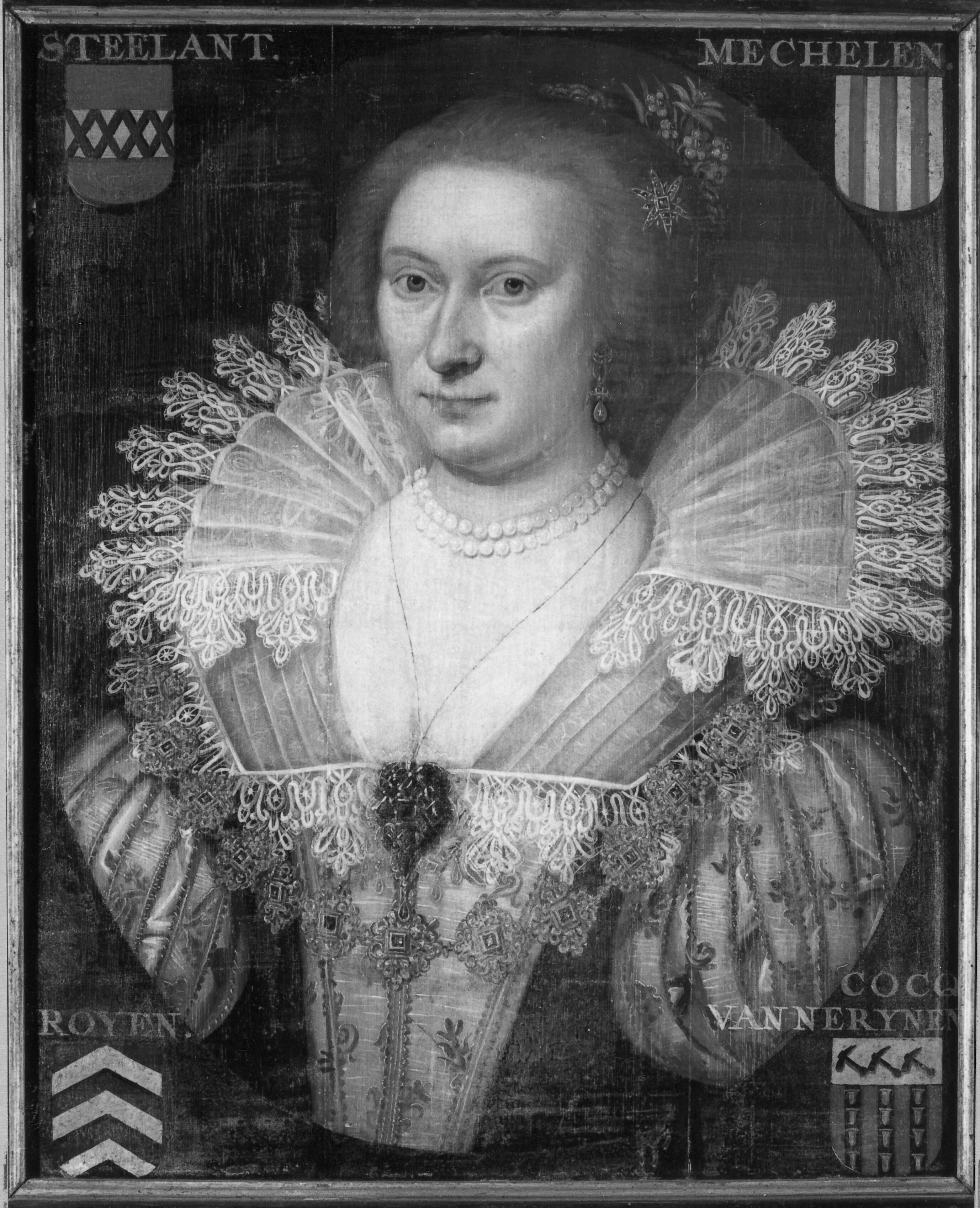
Anne Marie van Steelant, épouse de David van Marlot, vers 1623, avec les armoiries de ses grands-parents : van Steelant, van Mechelen, van Royen en de Cocq van Neerynen.

David Morlot épouse, en novembre 1623 à Gorinchem, Anne Marie van Steelant, née vers 1602, fille de Philip van Steelant (geboren 2 augustus 1566 – overleden 28 mei 1623), seigneur de Grijsoord, sénéchal de Buren, conseiller du Prince Maurice de Nassau, et de Margriet van Mechelen, elle-même fille de Cornelis van Mechelen et de Anne de Cock van Neerynen.

#### Descendance
David Morlot et son épouse ont eu quatre enfants :
- Ernst Philip van Marlot, seigneur d’Offenberg, épouse en 1647[20] Gabrielle Merault (ou Mo(u)rault), fille de Pierre Merault, seigneur de La Vacherie et de Jeanne Boinet. En 1673, le roi Louis XIV fait diffuser un mandat d’arrêt à l’encontre d’Ernest Philippe van Marlot[21]. En 1684, Ernest Philippe Comte de Morlot se trouve à la Bastille, emprisonné en raison d’une suspicion de conspiration pour le compte du prince d’Orange. La même année, il est transféré au château de Vincennes[22]. Le 6 aout 1703, une audience devant un juge parisien révèle qu’Ernest Philippe de Marlot est en détention à la Bastille, sous le nom de "Sieur Comte de Morlot"[23].
- Lodewijk van Marlot, né en 1625 environ, décédé avant 1700, seigneur de Marlot, Giessenburg en Giessen-Nieuwkerk, écuyer (1668), qui épouse le 9 aout 1657 Anna Florentina van den Boetzelaar, fille de Philip Jacob baron van Boetzelaar, seigneur d’Asperen, président du collège de chevalerie (Ridderschap (nl)) de la province de Hollande , membre de l’Amirauté d'Amsterdam. Lodewijk et Anna Florentina eurent deux filles : Charlotte Louise en Anne Maria.
- Henriëtte Wilhelmina van Marlot (Henriette Guillemette de Marlot), décédée jeune.
- Anna Catharina van Marlot, décédée vers 1717, mariée en 1669[24] au lieutenant-colonel Jacob van Rhenen (décédé en 1688), commandant d’Emmerich am Rhein, fils de Huibrecht van Rhenen et d’Elisabeth van Munster. À l’occasion de leur mariage, David de Marlot accorda aux jeunes mariés son château de Lichtenberg à Woudenberg, malheureusement avec toutes les dettes qu’il supportait[25]. Après avoir tenté de régler ces dettes pendant près de 20 ans, le couple se sépare finalement du château en 1688[26].